# プラサット・スゥル・プラット
プラサット・スゥル・プラット（Prasat Suor Prat、クメール語: ប្រាសាទសួព្រ័ត）は、カンボジアのシェムリアップ近郊に位置するアンコール遺跡群のうち、アンコール・トムにある象のテラスの前方に連なる12基の塔である。王宮から勝利の門へと続く王道の前面にあり、12世紀末に、ジャヤーヴァルマン7世（在位1181-1220年）によって建造されたバイヨン様式の塔群であるとされるが、正確な年代は不明である。「綱渡りの塔」（英語: Towers of Cord Dancers）とも呼ばれ、それは祭典の際に、綱渡りをテラスにいる王に見せたという伝説によるが、これらの塔の目的についても諸説ある。

## 構成

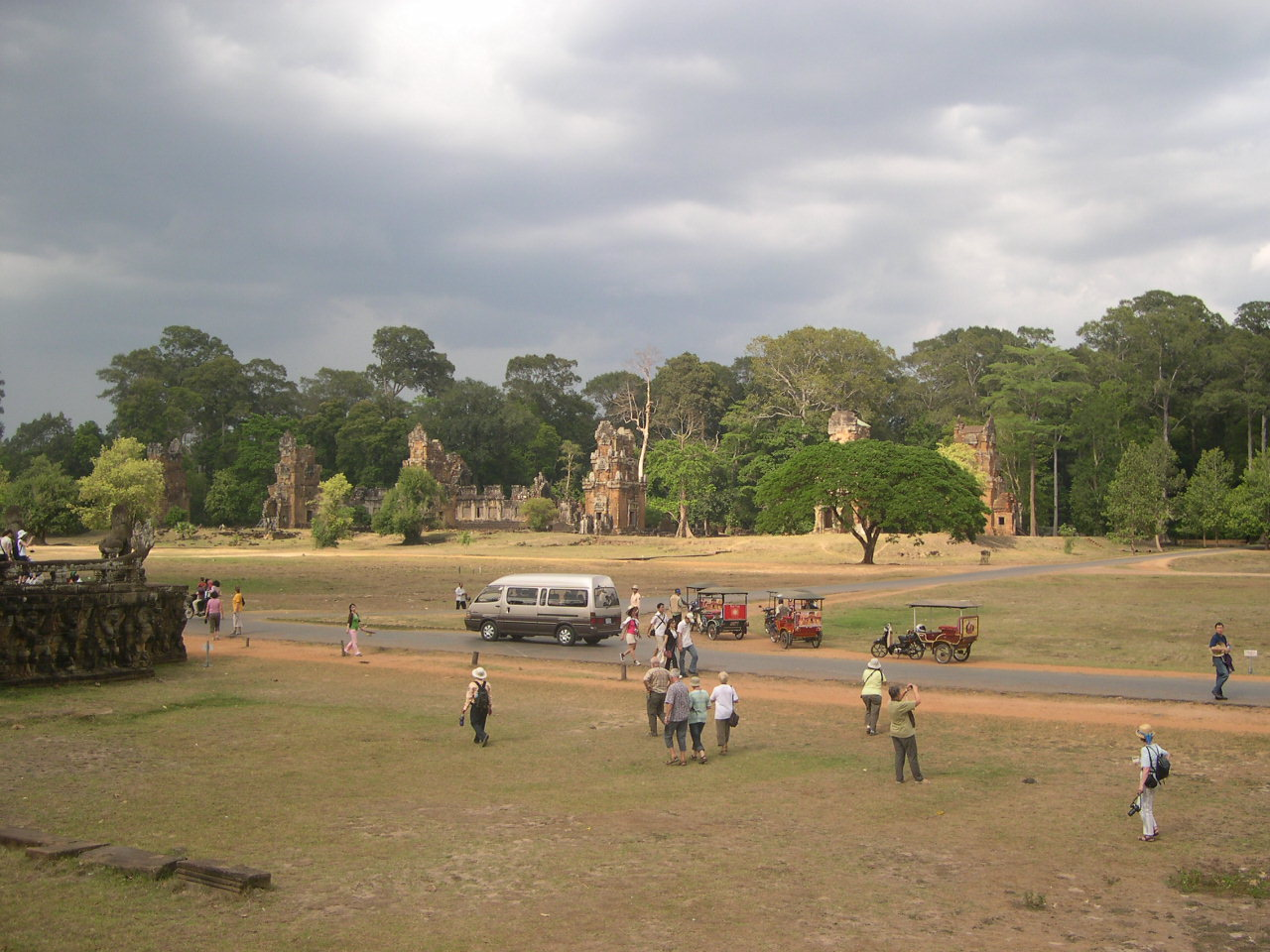
プラサット・スゥル・プラット北群

12基の塔は王宮前広場の東側に南北にわたって配置されており、東の勝利の門に向かって続く道路の両側（南・北）にそれぞれ6基ずつ連なる。道路のすぐ両脇の2基はほかの塔より東に後退した位置にあり、それぞれ道路側を正面とする。その2基を除いた南・北の各5基は広場側（西）が正面となる。また発掘により、これらの連なる塔群の西側のテラスが知られている。
これらの塔の呼称は、フランス極東学院 (EFEO) では北から順に No. 1、No. 2 としていたが、日本国政府アンコール遺跡救済チーム (JSA) は、道路を基軸に、北群（英: Northern Group）の塔を北に向かって順に、N1、N2、N3、N4、N5、N6塔とし、同様に、南群（英: Southern Group）も道路側から順に、S1、S2、S3、S4、S5、S6塔としている。N1-N3塔およびS1-S3塔の各背面にそれぞれ長方形の沐浴池（英: North Pond〈Srah Andong〉・英: South Pond〈Srah Taset〉）があり、また、N4-N5塔とS4-S5塔の背面にはそれぞれ北クリアン・南クリアンがある。

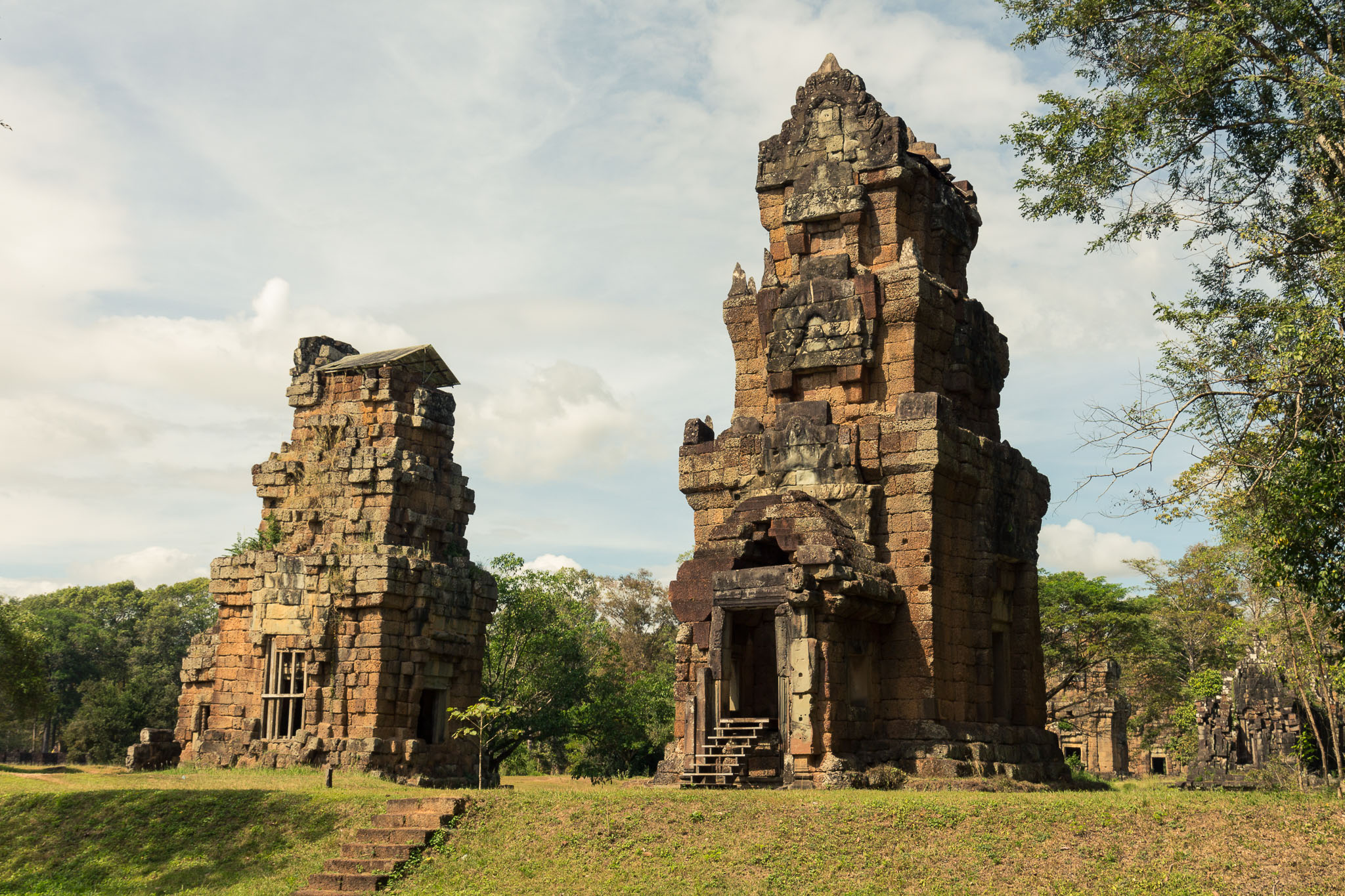
塔の外観

塔は上下の基壇とその上の基座とともにラテライトで築かれ、開口部枠や破風（ペディメント）などの装飾部には砂岩が使用されている。塔はすべて主塔1室構成で、正面入口に前室を備える方形の3層構造であるが、各層を隔てるような床面はなく、第1層の上部にのみ木製の天井が架けられたと考えられる。塔本体の両側および背面の3壁面に窓が大きく設けられ、前室の左右にも備えられたそれらは連子窓（れんじまど）であった。
| 基準     | 正面    | 側面    | 高さ                  |
| -------- | ------- | ------- | --------------------- |
| 主塔     | 約6.5 m | 約8m    | 約21m （頂部-基壇下） |
| 前室     | 約4m    | 約3m    |                       |
| 基座     | 約7m    | 約8.3m  | 約0.9m                |
| 上部基壇 | 約7.5m  | 約9.2m  | 約0.4m                |
| 下部基壇 | 約9.2m  | 約10.5m | 約1.2m                |

## 用途
塔群の名称は、クメール語で「綱渡り芸人の祠堂」を意味し、これは、祭典において塔に綱を繋いで張り、その綱を渡る曲芸を王が観覧するために使用されたという伝説による。しかしながら、実際の使用目的は不明である。
13世紀末に訪れた周達觀の『真臘風土記』によれば、塔は争いごとの真偽を裁判するために使用され、「王宮の対岸に小さい石塔が12座あり、2人をそれぞれ塔のなかに何日か座らせる。すると、道理がない者は必ず証拠となる兆しがあって、できものが生じたり発熱したりするが、道理がある者はそのようなことはない。これにより曲直を分別することを天の裁きという」などの記述がある。
19世紀のアンリ・ムーオは、塔は宝物庫であり王室の財宝の収蔵に使用されていたものと記している。さらに、王に忠誠の誓いをおこなう各行事の際の祭壇の役割を果たしたとする説があるほか、10基の塔が広場に向かって西向きにあることから、大閲兵式の際に開かれ、観覧場のように使用されたともいわれる。
ただし、塔の一部にはリンガやヨニが残され、また、 ヴィシュヌ像が発見されていることから、ヒンドゥー教寺院としての時代があったことは確かである。

## 修復
フランスによる整備・修復において各塔に手が加えられており、1955年から1960年代にかけてN3塔の解体・修理もなされている。その後、12基の塔のうち、N1塔の傾きが最も大きく（北西への傾斜4.96パーセント）、長期的な安定化も問題となることから、日本国政府アンコール遺跡救済チーム (JSA) は、1999-2005年の第2期事業のなかで、アプサラ (APSARA) 機構の協力とともにN1塔を解体・再構築した。